# كبريتات أمونيوم سيريوم
 كبريتات أمونيوم سيريوم  مركب كيميائي له الصيغة 2NH4)2SO4·Ce(SO4)2·2H2O ، ويكون على شكل مسحوق بلوري برتقالي .